# Awraham Herzfeld
Awraham Herzfeld (hebr.:  אברהם הרצפלד, ang.: Avraham Herzfeld, ur. 5 czerwca 1891 w Stawiszczach, zm. 30 sierpnia 1973) – izraelski rabin i polityk, w latach 1949–1965 poseł do Knesetu z listy Mapai.
W wyborach parlamentarnych w 1949 po raz pierwszy dostał się do izraelskiego parlamentu. Zasiadał w Knesetach I, II, III, IV i V kadencji.